# Catlyn Fiermoing
Catlyn Fiermoing, echtgenote van Claes Jans, was een slachtoffer van de heksenvervolging in Europa. Ze werd op 8 juni 1627 in Wommersom-Walsbergen, als heks levend verbrand. In 1612 waren in Wommersom al heksen terechtgesteld en ook haar dorpsgenote, Catlyn Coninckx, zou er - eveneens in 1627 - om dezelfde reden de vuurdood sterven.

## De beschuldiging
Op beschuldiging van toverij werd Catlyn Fiermoing begin 1627 door de plaatselijke magistratuur aangehouden, ondervraagd en onderworpen aan de gebruikelijke tortuur. Catlyn weigerde eerst te bekennen dat ze een toveres of heks was, maar stortte in na verloop van tijd. Hoewel ze wist dat hiermee haar lot bezegeld was, gaf ze op 1 juni 1627 toe dat ze 'reeds achttien à negentien jaren' een toveres was. Uit angst voor nog meer pijn bevestigde ze dit in aanwezigheid van de plaatselijke meier, Jan Van Winde, en voor de schepenen Ansseloo, Medaerts, Van Den Roy, Vuyttenbroeck, Van Essche en Van Den Hove. De bekentenissen bezegelden haar lot.

## Het verhaal
Catlyn Fiermoing zou een heks zijn geworden tijdens een hevige ruzie met haar echtgenoot, toen ze de duivel had aangeroepen. Die zocht haar gezelschap achter de bakoven, waar ze stond te mokken. Hij sprak haar aan en zij deed haar verhaal, waarop hij antwoordde dat hij haar veel geld zou geven als zij in hem geloofde. Catlyn legde meteen de duivelsgelofte af en ze kreeg inderdaad veel geld. De duivel 'kretste' op haar voorhoofd (om het heilig chrisma van doopsel en vormsel uit te wissen) en hij boeleerde terstond met haar. Toen hij wegging veranderde het geld dat ze van hem gekregen had in eikenbladeren.
Tien dagen later was de duivel daar terug. Hij was jong, was in 't zwart gekleed en hij had een zwarte baard. Hij boeleerde weer met haar. Catlyn Fiermoing getuigde 'dat zijn lichaam en zijn zaad koud waren'.
Elke maand, zeven nachten na elkaar, ging Catlyn Fiermoing volgens haar zeggen dansen op de zogenaamde 'sabbat'. De duivel verwittigde haar op voorhand. Meestal ging de heksendans door 'aan het Doorne Boomke op den Braeck in de Hegge' en ook wel 'op de Cruysstraet naer Oplinter' (d.i. de huidige Groenstraat). Catlyn was er samen met wel acht of negen andere heksen en er waren muzikanten die speelden op 'trommelkes en fluitjes'. Als het dansen gedaan was ging de best geklede duivel, Satan, in een zetel zitten 'met een groene pluim op het hoofd' en de toveressen moesten hem kussen en een hand geven voor ze naar huis gingen.
Catlyn vertelde dat de duivel haar een 'roytken', een kleine roede, gegeven had die besmeerd was met zwart zaad. Daarmee had ze de varkenshoeder Neel Kasten op de schouder geslagen en zo betoverd. Met hetzelfde zwarte zaad had ze op de eigen boerderij twee paarden, een veulen, een koe en een rund gedood, omdat ze van de duivel de verzekering kreeg dat ze dan nooit nog gebrek zou lijden. Catlyn moest van de duivel ook twee koeien laten sterven bij Bartholomeus Van Essche (de schepen van Wommersom, aanwezig bij de foltering, of familie van hem?) en ze had tien jaar daarvoor ook een koe doen sterven bij Adriaen Honschoven.
Het gebruik wilde dat de veroordeelde heks vóór de executie nog gemarteld werd, om zo de namen van medeplichtigen te kunnen vernemen. Catlyn Fiermoing moest daartoe niet gefolterd worden: uit angst gaf zij gewillig drie namen op (of deze werden haar voorgehouden): Catlyn Coninckx, echtgenote van Jan Camerlincx; Marie, echtgenote van Carel Medaerts; Anna van Ranst, weduwe van Godtgaff Van Loon.

## Brandstapel te Wommersom-Walsbergen
Bij de voorlezing van het vonnis op 7 juni 1627 trok Catlyn Fiermoing de beschuldiging in tegen Marie, echtgenote van Carel Medaerts. Zij zou haar beschuldigd hebben onder invloed van Bartholomeus Van Essche (de schepen?) maar bij de laatste ondervraging, vlak voor de terechtstelling, verklaarde ze toch dat alle drie de vrouwen medeplichtig waren.
Catlyn Fiermoing werd op 8 juni 1627 levend verbrand te Wommersom-Walsbergen.